# Red Tarn (Langdale)
Der Red Tarn ist ein See im Lake District, Cumbria, England. Der See liegt zwischen dem Cold Pike im Westen und der Pike of Blisco im Osten, nördlich des Wrynose Pass. Der See hat einen kurzen unbenannten Zufluss aus südlicher Richtung. Im Norden verlässt der Browney Gill den See als sein Abfluss.